# Bateau cousu

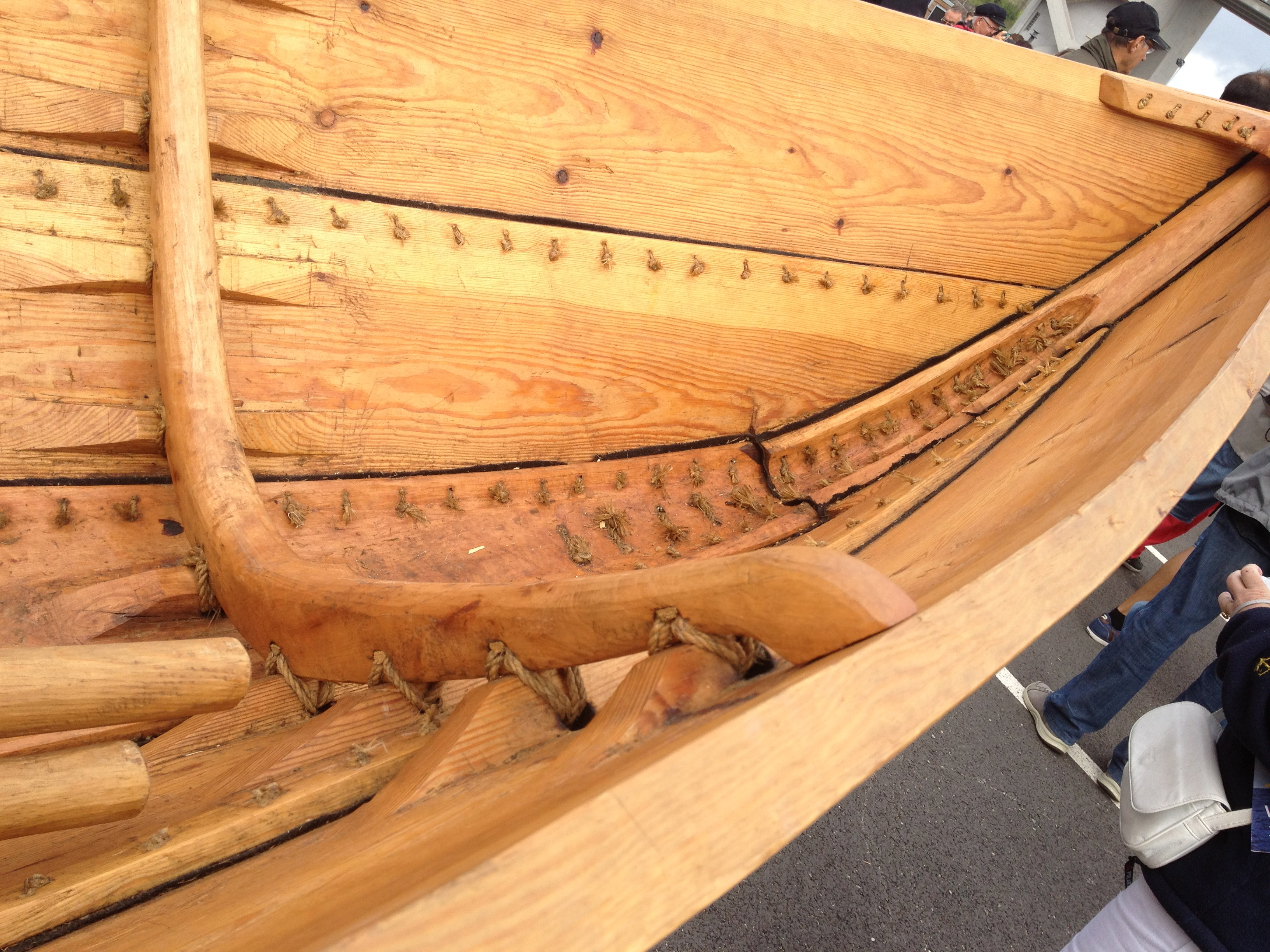
Bateau de Halsnøy : détail de la proue.

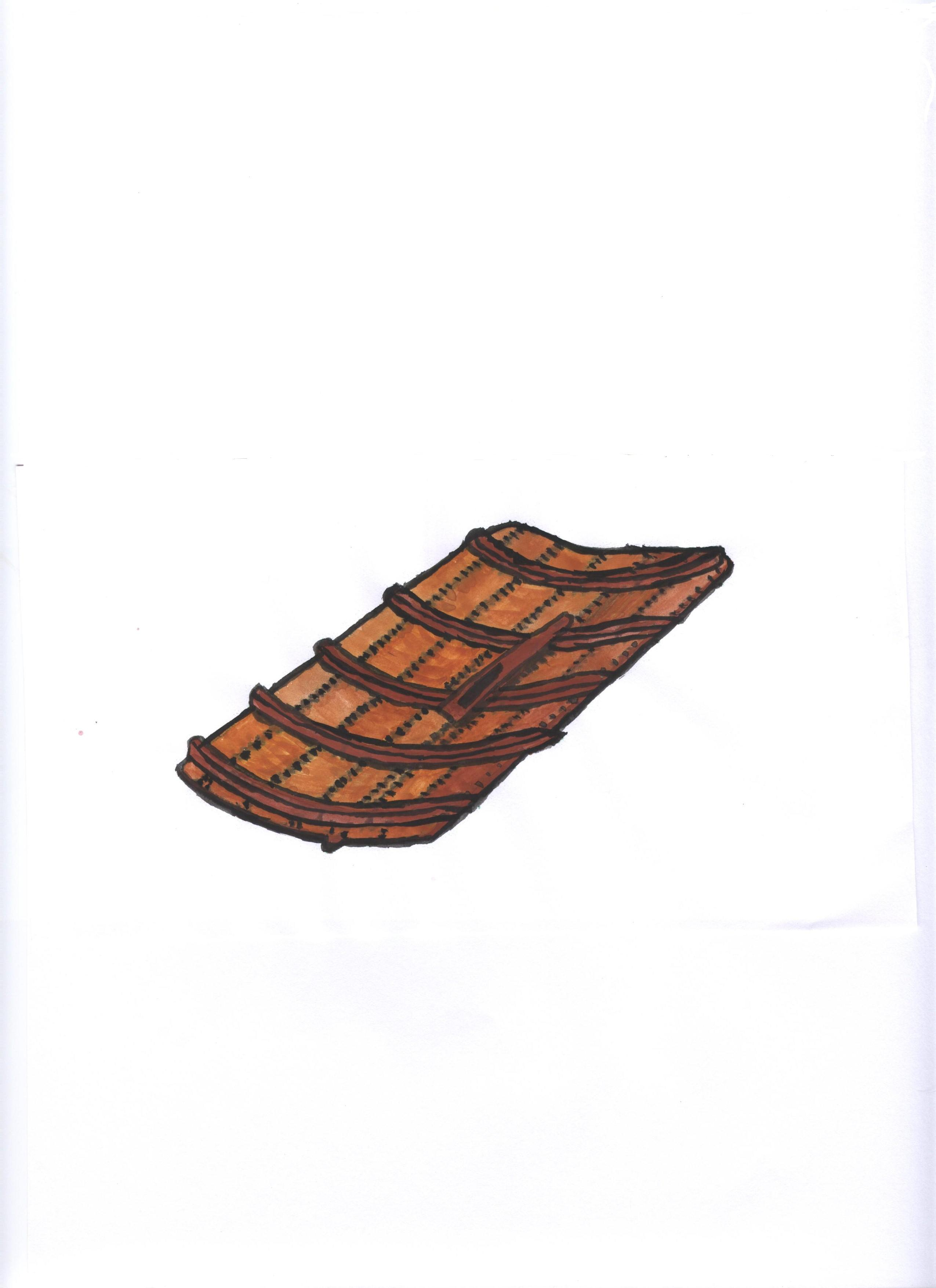
Détail de la coque cousue d'une épave étrusque trouvée dans la baie de Bon Porté à Ramatuelle dans le Var.

Un bateau cousu est un type de bateau constitué de planches ou de peaux assemblées à l'aide de liens, ou de bois flexible. Les techniques de construction de bateaux cousus ont été utilisées dans différentes parties du monde avant le développement des clous et des vis, et continuèrent à être utilisés pour de petits bateaux pour réduire les coûts de construction,. 

## Mode d'assemblage
Le principe du bateau cousu est d’attacher les éléments de la coque avec des liens ou des pièces de bois flexible (racines, branches de saules…) passés à travers des trous forés dans les pièces de coques, donnant un aspect cousu. Ce type de conception de bateau donne de la souplesse à la coque. Toutefois, l'étanchéité et la solidité de ce type d'assemblage n'est pas optimale, les liens vieillissant devant être changés régulièrement, et ne permet pas de supporter un chargement trop important.
On distingue :
- les bateaux cousus à planches : ce sont des planches de bois qui sont assemblés par des liens.
- les bateaux cousus à peaux : ce sont des peaux qui sont cousues.

## Historique
En Égypte ancienne, la barque solaire de Khéops (2600 av. J.-C.), retrouvée devant la grande pyramide de Gizeh mesure 43,5 mètres. Elle est destinée au culte funéraire, mais s'inspire vraisemblablement de bateaux utilisés pour la navigation.
Les bateaux de Ferriby remontent à 1930-1750 av. J.-C. (XVIe siècle av. J.-C.) Trouvés en Angleterre, ils constituent, avec une épave trouvée à Zambratija en Croatie, les premiers exemples connus de bateaux cousus datant de l'âge du bronze. L'épave de Zambratija, trouvée en mer, l'épave mesure environ 12 m, et la datation au carbone 14 a révélé qu'elle date du XIIe siècle avant J.C.  
En Méditerranée, une d'épave trouvée à Uluburun en Turquie remonte au XIVe siècle av. J.-C. et contenait une cargaison, montrant son usage dans le transport maritime dès cette époque. 
En Méditerranée, cette technique perdure jusqu'à l'antiquité, et tombe en désuétude petit à petit. En Europe, elle perdure dans un secteur limité d'Europe du Nord : en Finlande, en Russie, en Estonie, cette technique reste utilisée jusqu'aux années 1920, ainsi qu'en Afrique, Asie, Amérique et Océanie. Les peuples polynésiens, ainsi que le peuple chumash de Californie, utilisaient aussi de tels bateaux (voir chumash pour plus de détails). En Amérique du Nord, les Chumash sont les seuls à utiliser ce type d'embarcations, ce qui a pu conduire à certaines hypothèses concernant des liens entre ces derniers et les Polynésiens. Le seul autre exemple, dans toute l'Amérique, concerne le dalca (en), un navire du peuple chono, habitants de l'archipel de Chiloé au Chili. Les planches des dalcas étaient cousues à l'aide de fibres d'un bambou, le Chusquea quila (en).